# Brak iz koristi
Brakovi iz koristi, brakovi iz interesa i fiktivni brakovi zakonski su brakovi sklopljeni radi ostvarivanja materijalnih i statusnih pogodnosti, a kojima smisao nije stvaranje životne zajednice temeljene na ljubavi i predanosti. U fiktivnim brakovima supružnici ponekad uopće ne žive zajedno niti mnogo znaju jedno o drugome, a najčešće je odsutna i monogamnost. Česti su brakovi iz interesa i fiktivni brakovi koji se sklapaju da bi jedan supružnik stekao pravo boravka u nekoj zemlji, a s vremenom i državljanstva, ili da bi supružnici bili u povoljnijem poreznom statusu. Nerijetko partner čiji zakonski status omogućuje pogodnosti partneru koji ih prima od njega zauzvrat dobiva novčanu naknadu ili drugu materijalnu korist.
U mnogim je kulturama uobičajeno da roditelji odlučuju o partnerima svoje odrasle djece koja tada ulaze u dogovoreni brak. 
Brakovi iz interesa često nisu regulirani pa samim tim niti protuzakoniti; zakonska regulativa staje na činjenici da je pravo na brak ljudsko pravo koje ne može imati veća ograničenja. U zakonodavstvu se zato najčešće sankcioniraju, i to van bračnih zakona, brakovi sklopljeni radi zaobilaženja imigracijskih politika i prisilni brakovi.  U Hrvatskoj, brak iz koristi spominje Zakon o strancima, navodeći okolnosti koje upućuju na to da je brak sklopljen iz koristi: neodržavanje bračne zajednice, neizvršavanje obaveza koje proizlaze iz braka, neupoznavanje prije sklapanja braka, nerazumijevanje jezika…

Čest razlog za sklapanje brakova iz interesa je skrivanje homoseksualnosti jednog partnera u zemljama gdje je otvorena homoseksualnost kažnjiva ili društveno nepoželjna. Takvi brakovi mogu imati jednog heteroseksualnog i jednog homoseksualnog partnera ili mogu biti između lezbijke i homoseksualca.
Brakovi iz interesa koji se negdje nazivaju državnim brakovima odavno su uobičajeni u kraljevskim, aristokratskim i općenito moćnim obiteljima i služe da bi ojačali njihove saveze. Primjeri uključuju brakove Agnes od Courtenaya, njezine kćeri Sibylle, kraljice Navare Ivane III. te dva braka Katarine Aragonske.

## Metaforička upotreba
Izraz »brak iz interesa« ponekad se rabi za partnerstvo između grupa i pojedinaca radi njihove zajedničke, ponekad i nelegitimne koristi, ili između grupa i pojedinaca koji su inače nespojivi. Primjer metaforičke uporave izraza bila bi vlada nacionalnog jedinstva kakva je postojala u Izraelu tijekom većeg dijela 1980-ih, u Velikoj Britaniji tijekom Drugog svjetskog rata. Kohabitacija u političkim sustavima u kojima predsjednik i premijer pripadaju suprotstavljenim političkim taborima također se može metaforički zvati brakom iz interesa.